# كرايغ تيتوس
كرايغ تيتوس (بالإنجليزية: Craig Titus) هو منافس ألعاب قوى أمريكي، ولد في 14 يناير 1965 في وايندوت في الولايات المتحدة.